# Sandsation

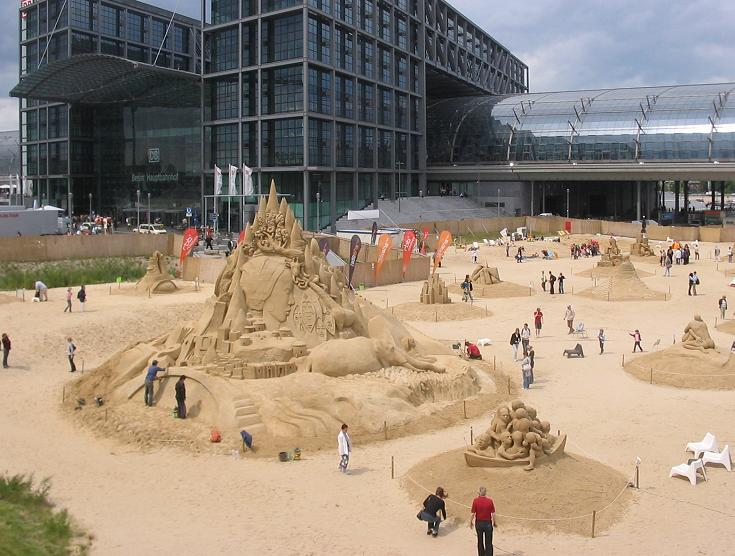
Sandsation 2007 mit Hauptbahnhof, Blick von der Hugo-Preuß-Brücke. Im Vordergrund rechts: „Boat People“.

Sandsation war ein internationales Sandskulpturenfestival in Berlin, das von 2003 bis 2010 jeweils im Sommer stattfand. Höhepunkt des Festivals war die alljährliche Vergabe des Deutschen Sandskulpturenpreises. Im Jahr 2008 wurde statt des Deutschen Sandskulpturenpreises erstmals der USF World Double Championship Award vergeben.

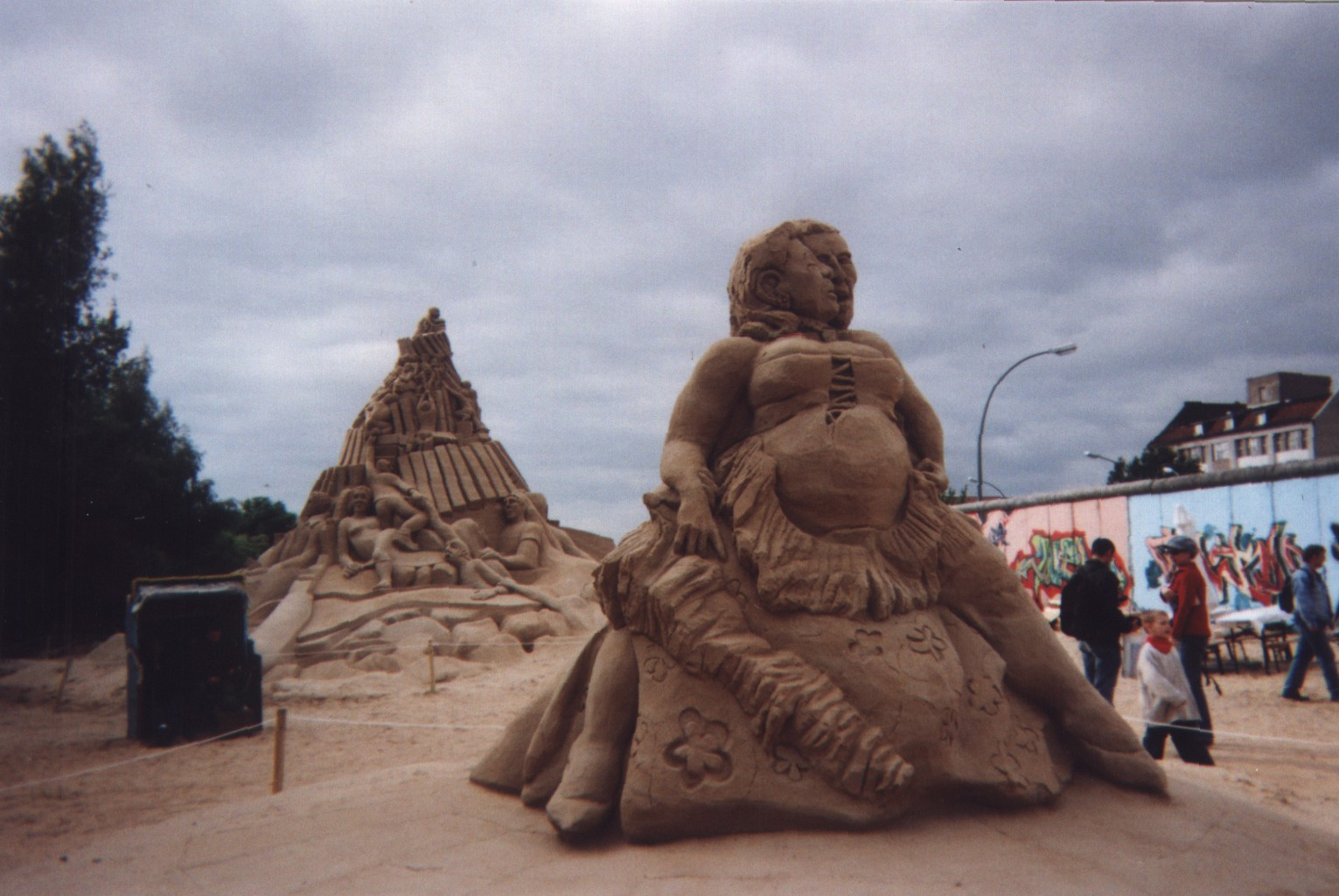
Sandsation 2003

Im Jahr 2003 noch an der East Side Gallery in Berlin-Friedrichshain, lag der Festivalort seit 2004 im Bezirk Mitte am Humboldthafen. 2010 lag der Veranstaltungsort wieder zwischen der East Side Gallery und der O2 World Berlin in Berlin-Friedrichshain.
Gründer waren Johanna Burmeister (Produktion), Honne Dohrmann (GF) u. Uwe Schwettmann (GF) - beide kultur nord-Geschäftsführer – sowie der im Frühjahr 2016 verstorbene Däne Martin Tulinius (Künstlerischer Leiter). Als Gesellschafter war ab 2004 Arthur Wetzel dabei.
Nach 2006 übernahm Anja Smolle die Anteile von Burmeister/Wetzel.
Die Technik, mit der die Kunstwerke hergestellt werden, nennt man Sand-Carving. Auf ca. 4000 m² wurde sorgfältig ausgesuchter brandenburgischer Sand aufgeschüttet, gewässert und mittels Baumaschinen (Benzinmotor-Verdichtern) gepresst. Es werden außer Wasser keine Zusatzstoffe verwendet. Aus dem sandsteinähnlichen Material werden von den Sand-Carvern Skulpturen herausgearbeitet. Sie halten ca. 3 Monate, ohne durch die Witterung größeren Schaden zu nehmen. Um die Oberflächen zu schützen, werden die Skulpturen zum einen mit einer Mischung aus Holzkleber und Wasser bespritzt. Bei starken Regenfällen wurden sie außerdem mit Plastikfolien bedeckt.
Am fünften Festival 2007 nahmen 25 Sandskulpturenkünstler (Carver) aus aller Welt teil, die bis zu sieben Meter hohe Kunstwerke präsentierten. Wie in den Vorjahren beeindruckte auch 2007 eine Skulptur des indischen Carvers Sudarsan Pattnaik besonders, eine Darstellung des Taj Mahal, die den Publikumspreis gewann. Die „Artists Trophy 2007“ gewann der Berliner Ulrich Baentsch für das Werk „Willkommen im Paradies?“.
Die Festivalgelände wurden mit blickdichten, an Bauzäunen angebrachten Bastmatten umzäunt und konnten nur mit Eintrittskarte betreten werden. Zum Ende der Laufzeit bot das Sandsation-Team zusammen mit dem Allgemeinen Blinden- und Sehbehindertenverein e. V. (ABSV) jährlich an einem der letzten Tage eine besondere Führung durch die Skulpturenlandschaft an. Blinde und Sehbehinderte Besucher erhielten die Möglichkeit, die meterhohen Sandkunstwerke des Festivals zu ertasten.
„City Of Future“ war das Motto des Jahres 2009. Im Wettbewerb um den Weltmeistertitel im Sandskulpturenbau konkurrierten zwölf bis zu viereinhalb Meter hohe, urbane Phantasiewelten. Diesen gewann Gianni Schiumarini (Italien). Mit einem acht Meter hohen Show-Piece warfen die Künstler aber auch gemeinsam einen Blick in die Zukunft – Berlin im Jahr „2222“ war das Thema der Gemeinschaftsskulptur.
„Kopf im Sand“ war das Thema des Jahres 2010. Der Deutsche Sandskulpturenpreis 2010 ging an Pavel Mylnikov (Russland) für seine Skulptur „I listen, I hear, I speak“.

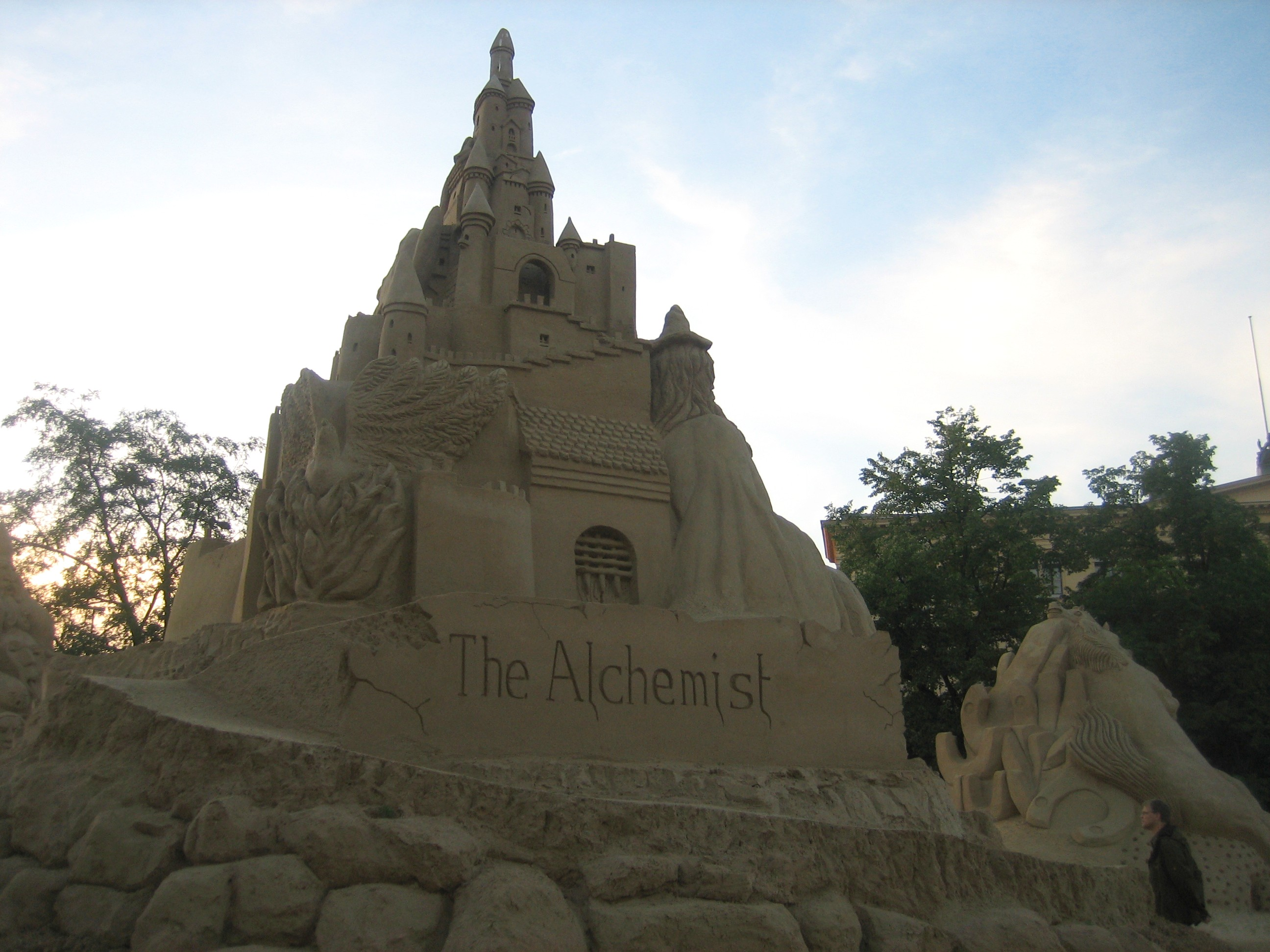
Sandsation Berlin 2008

Gianni Schiumarini 2009

## Hauptpreis
Deutscher Sandskulpturenpreis
- 2003 Pavel Zadanyuk, Russland
- 2004 Anique Kuizenga, Niederlande
- 2005 Sudarsan Pattnaik, Indien
- 2006 Tenna Hansen, Dänemark
- 2007 Gianni Schiumarini, Italien
- 2010 Pavel Mylnikov, Russland

USF World Double Championship Award
- 2008 Team Indien mit Sudarsan Pattnaik und Jitendra Kishore Jagadev

USF World Solo Championship
- 2009 Gianni Schiumarini, Italien

Artist Trophy
- 2007 Ulrich Baentsch (Deutschland) für seine Skulptur boat people  (welcome to paradise?)
- 2010 Patrick Steptoe (Dänemark) für seine Skulptur He is so cute

## Weitere Sandskulpturenfestivals
Siehe Artikel Sandskulptur.